# (40092) Memel
(40092) Memel ist ein Asteroid des mittleren Hauptgürtels, der am 28. Juni 1998 von dem belgischen Astronomen Eric Walter Elst am La-Silla-Observatorium der Europäischen Südsternwarte in Chile (IAU-Code 809) entdeckt wurde.
Der Asteroid gehört zur Gefion-Familie, einer Gruppe von Asteroiden des mittleren Hauptgürtels, die nach (1272) Gefion benannt wurde. Früher wurde die Gruppe auch als Ceres-Familie bezeichnet (nach (1) Ceres, Vincenzo Zappalà 1995) und Minerva-Familie (nach (93) Minerva, AstDyS-2-Datenbank). Die zeitlosen (nichtoskulierenden) Bahnelemente von (8440) Wigeon sind fast identisch mit denjenigen der beiden kleineren, wenn man von der Absoluten Helligkeit von 14,7 und 16,1 gegenüber 14,6 ausgeht, Asteroiden (90389) 2003 WQ153 und (308958) 2006 TK44.
Nach der SMASS-Klassifikation (Small Main-Belt Asteroid Spectroscopic Survey) wurde bei einer spektroskopischen Untersuchung von Gianluca Masi, Sergio Foglia und Richard P. Binzel bei (40092) Memel von einer dunklen Oberfläche ausgegangen, es könnte sich also, grob gesehen, um einen C-Asteroiden handeln.
(40092) Memel wurde am 6. April 2012 nach dem Fluss Memel benannt. Schon am 13. November 2008 war ein Asteroid des äußeren Hauptgürtels nach dem Fluss benannt worden: (151430) Nemunas (Nemunas ist der Name des Flusses auf Litauisch).